# Ministère chargé des Relations entre le gouvernement et la Knesset
Le Ministère chargé des Relations entre le gouvernement et la Knesset (hébreu : השר המקשר בין הממשלה לכנסת) est un ministère du gouvernement israélien nommé au cabinet du Premier ministre, chargé de répondre aux questions adressées aux ministres absents de la Knesset, lorsqu'ils sont en séjour hors d'Israël, malade ou démissionnaire. 
Le ministre répond également aux motions de censure contre le gouvernement et aux motions à l'ordre du jour au nom du gouvernement. Il présente les projets de lois gouvernementaux devant la Knesset. Dans la majorité des nominations, le ministère est également nommé à un ministère ou un ministère délégué.

## Liste des ministres
Les différents ministres chargé des Relations entre le gouvernement et la Knesset s'étant succédé en Israël sont :
| Ministre | Ministre | Ministre            | Parti         | Portefeuille supplémentaire                                                                    | Gouvernement       | Début            | Fin              |
| -------- | -------- | ------------------- | ------------- | ---------------------------------------------------------------------------------------------- | ------------------ | ---------------- | ---------------- |
| 1        |          | Haïm Ramon          | HaAvoda       | Ministre des Affaires de Jérusalem                                                             | Gouvernement Barak | 6 juillet 1999   | 7 mars 2001      |
| 2        |          | Dan Naveh (en)      | Likoud        | Ministre sans portefeuille                                                                     | Sharon I           | 7 mars 2001      | 18 février 2002  |
| 3        |          | Gideon Ezra         | Likoud        | Ministre du Tourisme                                                                           | Sharon II          | 4 juillet 2004   | 6 septembre 2004 |
| 4        |          | Méir Chétrit        | Likoud        | Ministre des Transports                                                                        | Sharon II          | 6 septembre 2004 | 4 mai 2006       |
| 5        |          | Yaakov Edri         | Kadima        | Ministre sans portefeuille                                                                     | Olmert             | 4 mai 2006       | 4 juillet 2007   |
| 6        |          | Ruhama Avraham (en) | Kadima        | Ministre sans portefeuille                                                                     | Olmert             | 4 juillet 2007   | 31 mars 2009     |
| 7        |          | Guilad Erdan        | Likoud        | Ministre de la Protection de l'Environnement                                                   | Netanyahou II      | 31 mars 2009     | 18 mars 2013     |
| 8        |          | Ofir Akunis (en)    | Likoud        | Ministre au cabinet du Premier ministre                                                        | Netanyahou III     | 18 mars 2013     | 6 mai 2015       |
| 9        |          | Yariv Levin         | Likoud        | Ministre du Tourisme                                                                           | Netanyahou IV      | 14 mai 2015      | 17 mai 2020      |
| 10       |          | David Amsalem       | Likoud        | Ministre des Affaires nationales électroniques et numériques                                   | Netanyahou V       | 17 mai 2020      | 13 juin 2021     |
| 11       |          | Ze'ev Elkin         | Nouvel Espoir | Ministre de la Construction et du Logement Ministre des Affaires de Jérusalem et du Patrimoine | Bennett-Lapid      | 13 juin 2021     | 29 décembre 2022 |
| 12       |          | Yoav Kisch          | Likoud        | Ministre de la Coopération régionale Ministre de l’Éducation                                   | Netanyahou VI      | 29 décembre 2022 | 28 mars 2023     |
| (10)     |          | David Amsalem       | Likoud        | Ministre de la Coopération régionale Ministre au ministère de la Justice                       | Netanyahou VI      | 28 mars 2023     | en cours         |